# Club Agropecuario Argentino
El Club Agropecuario Argentino, simplificado como Agropecuario, es un club social y deportivo ubicado en la ciudad de Carlos Casares, ciudad ubicada en el interior de la Provincia de Buenos Aires, Argentina. Es uno de los más jóvenes del fútbol argentino, ya que fue fundado el 23 de agosto de 2011 por el empresario Bernardo Grobocopatel, que es el presidente del club. Actualmente disputa la Primera Nacional, la segunda división del fútbol argentino, a la que ascendió por primera vez para la edición 2017-2018.  
El 28 de mayo de 2017 concretó el ascenso a la Primera B Nacional, luego de la derrota de Gimnasia de Mendoza por 1 a 0 frente a Gimnasia y Tiro de Salta por el Pentagonal del Torneo Federal A, en el mismo año en que hizo su debut en la categoría. Así se transformó en el club más joven en ascender a la segunda división del fútbol argentino en la era profesional, haciéndolo con solo 5 años de existencia en ese momento. De esta forma, además, obtuvo dos ascensos en dos temporadas consecutivas.
Además disputa la Liga Casarense, de la que fue campeón en 3 ocasiones. Este año participan divisiones inferiores y fútbol femenino donde se consagraron campeonas del primer campeonato de fútbol femenino organizado en la historia del fútbol casarense.

## Historia
El club fue fundado el 23 de agosto de 2011 por Bernardo Grobocopatel, conocido sojero de la localidad de Carlos Casares. El sueño de Bernardo era tener un club propio. Le ofrecieron gerenciar clubes de Primera División tanto de fútbol como de básquetbol, pero lo rechazó, ya que ese no era su objetivo. Antes de fundar Agropecuario, estuvo cerca de gerenciar al Club Sportivo Huracán, también de Carlos Casares, pero esto no fue llevado a cabo y el club siguió la actividad deportiva con rugby y hockey, pero no con fútbol.
Participó en el Torneo del Interior 2012, donde fue eliminado por Club Atlético French. El año siguiente, disputó el Torneo Argentino B por una reestructuración del mismo, donde no pudo pasar de ronda, quedando 6º en la Zona 6. En el Torneo Argentino B 2013-14, finalizó 1º en la Zona 11, clasificando así a la Segunda Fase, donde quedó eliminado. El próximo torneo, fue el Federal B 2014. Agro, clasificó 2º detrás de Rivadavia de Lincoln. En la etapa final, eliminó a América de General Pirán por penales. En la segunda ronda, quedó eliminado ante Juventud de Pergamino. En el Torneo Federal B 2015, el sojero finalizó 4º en su zona, clasificando a la Segunda Fase, donde volvió a clasificar, esta vez en 2º posición, detrás de Sarmiento de Ayacucho. En cuartos de final, quedó eliminado en General Daniel Cerri ante Sansinena, tras igualar 1 a 1.

### Ascenso al Federal A
Al Torneo Federal B 2016 se inscribieron muy pocos equipos y duró solo 6 meses. Agro, aprovechó a reforzarse al máximo para lograr el tan esperado ascenso. En la Fase de Clasificación finalizó 2°, detrás de Sansinena, a quién otra vez no pudo vencer. En octavos de final, eliminó a Sol de Mayo, de Viedma con un global de 4-2. En cuartos, llegó el turno de Independiente de Chivilcoy, donde lo venció por penales, tras empatar en ambos cotejos. En semifinales, enfrentó a un conocido rival, Bella Vista de Bahía Blanca, a quien pudo vencer por dos goles a uno sumando los dos encuentros. En la final, llegó el histórico Desamparados de San Juan. En Carlos Casares, Agropecuario ganó 1 a 0, pero en El Serpentario cayó 2 a 0. El sojero tuvo otra chance de lograr su objetivo, disputando un tercer ascenso.
El 29 de junio de 2016, ascendió al Torneo Federal A tras vencer por penales a San Martín de Formosa.

### Ascenso al Nacional B
Su debut en el Torneo Federal A 2016-17 fue en Carlos Casares, ante Alvarado de Mar del Plata venciéndolo 1 a 0 con tanto de Gonzalo Urquijo. El sojero finalizó 3º en la Zona B por detrás de Alvarado y Defensores de Belgrano de Villa Ramallo y por delante de Ferro de General Pico, Rivadavia de Lincoln y General Belgrano de Santa Rosa clasificándose así a la Segunda Fase. El club casarense tuvo un gran desempeño en la Zona A del Nonagonal, clasificando como mejor tercero. Agro, jugó así el Pentagonal Final, donde empató sin goles en Mendoza ante Gimnasia, venció a Mitre de Santiago del Estero por 3 a 1 en Casares, superó en dos tantos contra uno en Sunchales a Unión y como local a Gimnasia y Tiro de Salta por 2 a 0. 
Luego de la victoria de Gimnasia y Tiro ante Gimnasia de Mendoza por 1-0 se confirma el histórico ascenso de Agropecuario Argentino transformándose en la institución más joven en ascender a la Primera B Nacional para la temporada 2017-18 récord que ostentaba el Club Crucero del Norte con 9 años. En la última fecha Gimnasia y Tiro le ganó al "lobo mendocino" y le dio una mano al "sojero",  así Agropecuario logró el soñado ascenso a la B Nacional en su primera participación en el Federal A. Los hinchas coparon la cancha y festejaron con los jugadores y cuerpo técnico. Las calles fueron testigos de la felicidad por este gran paso en la historia de Agropecuario y del deporte de la ciudad.

### Victoria ante Racing por Copa Argentina
El 8 de junio de 2022 en la instancia de dieciséisavos de final de la Copa Argentina 2022, Agropecuario venció por dos a uno a Racing Club de la Primera División, en el Estadio 23 de Agosto de Jujuy. Agropecuario disputó el histórico partido con la tradicional camiseta, que contó con la leyenda «Gracias papá por hacerme hincha de Racing», por iniciativa del fundador y presidente Bernardo Grobocopatel, confeso simpatizante de la Academia. Los goles del sojero fueron convertidos ambos por Brian Blando, quien fue la figura junto al arquero Williams Barlasina. Este triunfo le valió el pase a octavos de final, donde se enfrentó a Boca Juniors.

### Partido histórico contra Boca
El 10 de agosto de 2022, el sojero se enfrentó a Boca Juniors en el Estadio Padre Ernesto Martearena de Salta, en donde perdió 1 a 0, con gol de Guillermo Fernández, habiendo sido esta su mejor participación en el certamen de Copa Argentina

### Actualidad
A mediados de agosto de 2022, el presidente del club hizo un comunicado por medio de sus redes sociales, anunciando su descontento por la falta de interés de la población y del gobierno de la ciudad, y barajando la posibilidad de mudarse a otra localidad. A las pocas semanas, desde la municipalidad de Necochea anunciaron sus intenciones de albergar al club y reconocieron que iniciaron gestiones con el intendente Arturo Rojas encabezando las reuniones.
En octubre de 2024, el club anunció su fusión con el club Gonnet de La Plata, con la finalidad de incorporarse a los torneos de divisiones inferiores de la AFA.

## Estadio
Agropecuario es dueño del estadio Ofelia Rosenzuaig. Cuenta con capacidad para 8.000 espectadores. Fue construido en 2011 e inaugurado en el Torneo Argentino B 2012-13 ante Huracán de Tres Arroyos. Luego de confirmarse el ascenso se remodeló el recinto para cumplir sin problemas las exigencias que exige la segunda división y su capacidad pasó a ser de 15.000 espectadores. Actualmente se están terminando de colocar las nuevas tribunas.
El 31 de mayo de 2017, en una conferencia de prensa, Bernardo oficializó que el estadio se comenzara a llamar Ofelia Rosenzuaig, en honor a su abuela.

## Uniforme
- Uniforme titular: Camiseta verde con bastones rojos, pantalón verde y medias verdes.
- Uniforme alternativo: Camiseta, pantalón y medias blancas, con vivos rojos y verdes.

### Evolución del uniforme
| 2012−2013 | 2016-2017 | 2017-2018 | 2018-2019 | 2019-2022 | 2022-2023 | 2024 | 2025 |

### Proveedores y patrocinadores
| Período     | Proveedor       |
| ----------- | --------------- |
| 2012 - 2013 | Ninguno         |
| 2013 - 2017 | Alce            |
| 2017 - 2019 | Ninguno         |
| 2019 - 2023 | KDY             |
| 2024        | Il Ossso Sports |
| 2025 -      | Kalcomax        |

| Período     | Patrocinador             |
| ----------- | ------------------------ |
| 2012 - 2013 | Naldo Lombardi           |
| 2013 - 2014 | Duckas                   |
| 2015 - 2016 | Montanari / Duckas       |
| 2016 - 2017 | Ombú / Ñandubaysal       |
| 2017 - 2018 | Carlos Casares           |
| 2018 - 2019 | Noroghi / Carlos Casares |
| 2019 - 2021 | Carlos Casares           |
| 2021 -      | Sudamericana Granos      |

| Período     | Patrocinador                 |
| ----------- | ---------------------------- |
| 2015        | Naldo Lombardi / Ñandubaysal |
| 2016        | Ñandubaysal                  |
| 2016 - 2017 | Duckas                       |
| 2017 - 2018 | Ombú / Multiled              |
| 2018 - 2020 | Duracril / Ombú              |
| 2021 -      | Ombú                         |

## Datos del club
- Temporadas en Primera División: 0.
- Temporadas en 2.ª:
  - Temporadas en Primera Nacional: 8 (2017/18-).
- Temporadas en 3.ª:
  - Temporadas en Torneo Federal A: 1 (2016/17).
- Temporadas en 4.ª:
  - Temporadas en Torneo Federal B: 5 (2012/13-2016).
- Temporadas en 5.ª:
  - Temporadas en Torneo Federal C: 1 (2012).

### Clasificación

#### Desde 2012
| 2012    | Torneo del Interior | Cuartos de final (*)          | -                           |
| 2012-13 | Torneo Argentino B  | 6.° Zona 6                    | Quinta eliminatoria         |
| 2013-14 | Torneo Argentino B  | 4.° Grupo H                   | Fase Preliminar Regional II |
| 2014-15 | Torneo Federal B    | Segunda ronda                 | Etapa final                 |
| 2015    | Torneo Federal B    | Tercera fase                  | -                           |
| 2016    | Torneo Federal B    | Quinta fase                   | -                           |
| 2016-17 | Torneo Federal A    | Campeón                       | -                           |
| 2017-18 | Primera B Nacional  | 9.° - Semifinales de Reducido | Treintadosavos de final     |
| 2018-19 | Primera B Nacional  | 12.°                          | Treintadosavos de final     |
| 2019-20 | Primera Nacional    | 8.°                           | -                           |
| 2020    | Primera Nacional    | Primera instancia             | -                           |
| 2021    | Primera Nacional    | 5.° Zona A                    | -                           |
| 2022    | Primera Nacional    | 30.°                          | Octavos de final            |

(*) Debido a una reestructuración del torneo, ascendió al Torneo Argentino B.

## Jugadores

### Plantel 2025
- Actualizado el 19 de febrero de 2025

- Los equipos argentinos están limitados a tener un cupo máximo de seis jugadores extranjeros, aunque solo cinco podrán firmar la planilla del partido

#### Altas
| Invierno           |                |                             |                      |
| -                  | -              | -                           | -                    |
| Verano             |                |                             |                      |
| Luciano Acosta     | Guardameta     | Gimnasia y Esgrima La Plata | Libre                |
| Juan Pablo Noce    | Guardameta     | Deportivo Maipú             | Préstamo             |
| Enzo Aguirre       | Defensa        | River Plate                 | Libre                |
| Juan Martín Ginzo  | Defensa        | Deportivo Maldonado         | Libre                |
| Milton Leyendeker  | Defensa        | Chaco For Ever              | Regresa del préstamo |
| Matías Molina      | Defensa        | Almagro                     | Libre                |
| Juan Ignacio Sills | Defensa        | Aldosivi de Mar del Plata   | Libre                |
| Braian Aranda      | Centrocampista | Defensores de Belgrano (VR) | Préstamo             |
| Marcos Benítez     | Centrocampista | Newell's Old Boys           | Libre                |
| David Gallardo     | Centrocampista | Sarmiento de Junín          | Préstamo             |
| Fabián Henríquez   | Centrocampista | Colón de Santa Fe           | Libre                |
| Fernando Miranda   | Centrocampista | Estudiantes de Caseros      | Libre                |
| Braian Rojas       | Centrocampista | Central Córdoba (SdE)       | Libre                |
| Nicolás Sánchez    | Centrocampista | Deportivo Madryn            | Libre                |
| Diego Vásquez      | Centrocampista | Almagro                     | Libre                |
| Brian Blando       | Delantero      | Lanús                       | Libre                |
| Franco Coronel     | Delantero      | Patronato de Paraná         | Libre                |

#### Bajas
| Invierno          |                |                            |                  |
| David Gallardo    | Centrocampista | Sarmiento de Junín         | Fin del préstamo |
| Verano            |                |                            |                  |
| Agustín Alastra   | Guardameta     | Agente libre               | Fin de contrato  |
| Fernando Otarola  | Guardameta     | Comunicaciones             | Fin de contrato  |
| Marcelo Herrera   | Defensa        | Gimnasia y Tiro de Salta   | Fin de contrato  |
| Franco Ledesma    | Defensa        | San Marcos de Arica        | Fin de contrato  |
| Enzo Lettieri     | Defensa        | Deportes Temuco            | Fin de contrato  |
| Tomás Mantia      | Defensa        | Kimberley de Mar del Plata | Fin de contrato  |
| Alan Schönfeld    | Defensa        | Villa Dálmine              | Fin de contrato  |
| Braian Camisassa  | Centrocampista | Sportivo Belgrano          | Fin del préstamo |
| Román Cerutti     | Centrocampista | Newell's Old Boys          | Fin del préstamo |
| Enzo Martínez     | Centrocampista | Alvarado de Mar del Plata  | Fin de contrato  |
| Alejo Montero     | Centrocampista | Newell's Old Boys          | Traspaso         |
| Emanuel Moreno    | Centrocampista | Patronato de Paraná        | Fin de contrato  |
| Sebastián Navarro | Centrocampista | Boca Unidos de Corrientes  | Fin de contrato  |
| Martín Rivero     | Centrocampista | Brown de Puerto Madryn     | Fin de contrato  |
| Matías Villarreal | Centrocampista | Deportivo Maipú            | Fin de contrato  |
| Patricio Cucchi   | Delantero      | Almagro                    | Fin de contrato  |
| Mauro Dávila      | Delantero      | Sportivo Italiano          | Fin de contrato  |
| Julián Marcioni   | Delantero      | Patronato de Paraná        | Fin de contrato  |

#### Cesiones
| Jugador | Posición | Destino | Fin del préstamo |
| ------- | -------- | ------- | ---------------- |
| -       | -        | -       | -                |

## Entrenadores

### Cronología
- Martín Valderas (2011-2013)
- Andrés Zerillo (2013-2015)
- Adrián Adrover (2015-2016) [9]
- Andrés Zerillo (2016)
- José María Bianco (2017-2018) [10]
- Fernando Gamboa (2018)[11]
- Sebastián Saja (2018)[12]
- Felipe De La Riva (2018-2019)[13]
- Manuel Fernández (2019-2021) [14]
- Federico Hernández (2022)
- Diego Osella (2022)
- Andrés Zerillo (2022)
- Gabriel Gómez (2023-Act.)

## Rivalidades
A pesar de su corta vida institucional (13 años, a partir de su fecha de fundación) y de su corta trayectoria tanto en el fútbol regional como en el nacional, Agropecuario supo hacerse algunos rivales en su camino, principalmente durante sus participaciones en los torneos de Interligas, donde representa a la Liga de Fútbol de Carlos Casares. En efecto, una rivalidad surgida de estos torneos es la que se enarboló contra el Club Atlético Once Tigres, de la Ciudad de Nueve de Julio, representante de la Liga nuevejuliense. Otra rivalidad surgida a partir de estas competencias, tuvo lugar con el Club Defensores de Salto, representante de la Liga Deportiva de Salto y cuya rivalidad surge principalmente por la cercanía de ambas ciudades y por compartir ambos clubes el mote de sojeros.
A pesar de estas rivalidades, dentro del ámbito casarense Agropecuario no tiene definido un clásico rival claro, teniendo duelos con los clubes más antiguos de la ciudad. Al mismo tiempo, el desempeño de Agropecuario en las divisiones de ascenso de la Asociación del Fútbol Argentino y los continuos cuestionamientos hacia el poder adquisitivo de su presidente y fundador Bernardo Grobocopatel, han sido también argumento para generar encono por parte de los demás representantes de Carlos Casares.

## Palmarés
| Competición                    | Títulos                 | Subcampeonatos |
| ------------------------------ | ----------------------- | -------------- |
| Torneo Federal A (1/0)         | 2016-17                 |                |
| Liga Casarense de fútbol (4/0) | 2012, 2014, 2015 y 2019 |                |